# Ансамбль жилых корпусов Сибирского флотского экипажа
Ансамбль жилых корпусов Сибирского флотского экипажа (Офицерские флигеля) — архитектурный ансамбль во Владивостоке. Ансамбль был выстроен в 1900—1910 годах. Авторы проектов зданий — архитекторы И.И. Зеештрандт и И.А. Заборовский. В ансамбль входят исторические здания на чётной стороне Светланской улице (дома 66, 74, 76, 78, 80 и 80а). Сегодня они являются объектом культурного наследия Российской Федерации.

## История
Освоение побережья Дальнего Востока было неразрывно связано с функционированием военно-морского флота, что требовало соответствующего обеспечения кораблей. В 1865 году было принято решение об открытии во Владивостоке отделения Николаевского-на-Амуре адмиралтейского завода, созданного на базе мастерских, уже существовавших на полуострове Шкота. Под руководством инженера-полковника В. В. Иванова в 1883 году было заложено каменное здание портового механического заведения. После открытия механического завода Морского ведомства, его производственную деятельность было решено расширить за счёт создания артиллерийских и минно-торпедных мастерских, строительство которых завершилось в 1905—1910 годах. 7 октября 1897 года состоялось открытие сухого дока имени Цесаревича Николая.
До конца 90-х годов XIX века Владивосток был единственной военно-морской базой Российской империи на Тихом океане. Адмиралтейство Владивостокского порта к 1912 году состояло из четырёх частей: первое место занимала кораблестроительная часть, к которой относились доки; в механическую часть (механический завод) входили восемь мастерских; минная часть состояла из минных мастерских, лаборатории и центральной электрической станции; четвёртая, строительная, часть занималась возведением в Военном порту зданий и сооружений. Слово Порт во Владивостоке, в досоветский период, понималось исключительно как Военный порт. Всё недвижимое имущество Морского ведомства в городе на тот момент, вплоть до последнего сарая и караульной будки, находилось в ведении порта. Морское ведомство, в лице порта, владело землёй (недвижимое имение), на котором находились его постройки (недвижимое имущество), к которому относились и жилые дома командного состава.          
Флотским экипажем в то время называли береговую войсковую часть, входящую в состав флота, отдельной флотилии или военно-морской базы. Она предназначалась для приёма, размещения, обеспечения и обслуживания пребывающего пополнения, воинских команд и отдельных военнослужащих. Ансамбль Флотского экипажа представляет собой единый комплекс зданий, выстроенных, как жилые корпуса, в которых размещались квартиры семейных и холостых офицеров Сибирского флотского экипажа. Все здания были возведены под руководством строительной комиссии Владивостокского порта. Пять флигелей были построены в 1903 году по проекту архитектора И. И. Зеештрандта, один (дом 76) — в 1910 году — по проекту И. А. Заборовского. В проектировании и строительстве пяти офицерских флигелей в 1900—1904 годах принимал участие главный архитектор города И. С. Багинов. На то время, флигеля были одними из самых крупных зданий во Владивостоке.            

## Архитектура
Большинство поселений Дальнего Востока основывались, как военные поселения, и Владивосток здесь не исключение. Для города также характерна гарнизонная архитектура, как и для Хабаровска, Благовещенска, других городов Дальнего Востока. Многие здания, построенные военным ведомством сохранились до сегодняшнего дня в практически неизменном виде, во Владивостоке — целые кварталы. «Гарнизонная архитектура» имела большое влияние на фасадную застройку центра города. Ярким примером являются т.н. «Офицерские флигеля» архитектора И. И. Зеештрандта (1903), чьи фасады представляют собой уникальное сочетание кирпичного стиля и барокко.         
Все постройки ансамбля возведены на основе общего генерального плана и имеют единый стиль архитектурно-художественной и пластической разработки фасадов с использованием традиций строгого классицизма. Фасады всех зданий имеют симметричную трёхчастную композицию, членение в пропорциях ордерной системы, одинаковые или близкие по форме элементы декора — оконные сандрики, фризы, треугольные фронтоны, фигурные аттики. 
Сам ансамбль имеет огромное градостроительное значение в застройке значительного по протяжённости участка Светланской улицы. Все здания расположены по чётной стороне этой улицы на определённом расстоянии друг от друга, благодаря чему сохранилась визуальная связь улицы с заливом Золотой Рог, а панорама пространственно обогащается за счёт восприятия застройки со стороны моря.

## Жилой дом сибирского флотского экипажа, 66
|  | Объект культурного наследия № 2500700000 Памятник архитектуры начала XX века. Сегодня в здании расположен Военно-исторический музей Тихоокеанского флота. |

## Жилой дом сибирского флотского экипажа, 74
|  | Объект культурного наследия № 2500147001 Построен в 1903 году, архитектор — И.И. Зеештрандт. |

## Жилой дом сибирского флотского экипажа, 76
|  | Объект культурного наследия № 2500147002 Построен в 1910 году, архитектор — И.А. Заборовский. |

## Жилой дом сибирского флотского экипажа, 78
|  | Объект культурного наследия № 2500147003 Построен в 1903 году, архитектор — И.И. Зеештрандт. |

## Жилой дом сибирского флотского экипажа, 80
|  | Объект культурного наследия № 2500702000 Построен в 1903 году, архитектор — И.И. Зеештрандт. Сегодня в здании расположена Гидрографическая служба Тихоокеанского флота. |

## Дом командира портов Восточного океана
|  | Объект культурного наследия № 2500703000 Возведён в 1903 году. |